# Pere Marquette

A járat útvonala

A Pere Marquette egy vasúti járat az Amerikai Egyesült Államokban. Az Amtrak üzemelteti 1984 óta. A legutolsó pénzügyi évben összesen 97 593 (2019) utas utazott a járaton, naponta átlagosan 267 (2019) utasa volt. Chicago (Illinois állam) és Grand Rapids, (Michigan állam) között közlekedik, a 283 kilométert 5 megállással. A két város között napi egy pár járat közlekedik.

## Vonat összeállítás
Napjainkban egy Amtrak Pere Marquette vonat összeállítása általában a következő:
- Egy GE Genesis P42DC dízelmozdony
- Három Superliner emeletes személykocsi